# Димитрије Братоглић
Димитрије Братоглић (1764 — 1831) био је српски академски сликар, трговац и шпијун српских устаника у време Српске револуције.

## Биографија
Рођен је крајем децембра 1764. у Земуну, тада у саставу Аустријског царства. Похађао је 1780-их Академију ликовних уметности у Бечу. Крајем 18. века у Земуну је обучавао младе сликаре. Један од његових ученика био је Никола Апостоловић.
Димитрије Братоглић је 1828. добио налог Српске православне цркве да ослика Доњу цркву у Сремским Карловцима. Сликао је привеске и иконе на иконостасу, слике на северним и јужним дверима и иконе у архијерејском трону Успенске цркве у Новом Саду. Верује се да је 1830. радио иконе на иконостасу у манастиру Светог архангела Гаврила у Земуну, али новија истраживања показују да је већину икона насликао његов помоћник Константин Лекић. Братоглић је започео посао, али је због година и лошег здравља посао препустио свом зету Лекићу. Црква је прво служила као карантин Војне крајине, а затим као граница Турске и Аустрије. Димитрије Братоглић је често прелазио на турску страну да ради по приватним наручиоцима и по повратку је одмах извештавао о војним кретањима Турака Србима пре и за време Првог српског устанка. Преминуо је 1831. године.